# Торричелла
Торричелла (італ. Torricella, сиц. Turricedda) — муніципалітет в Італії, у регіоні Апулія, провінція Таранто.
Торричелла розташована на відстані близько 460 км на схід від Рима, 105 км на південний схід від Барі, 26 км на південний схід від Таранто.
Населення — 4218 осіб (2014).

## Демографія
Населення за роками:

Станом на 1 січня 2023 року в муніципалітеті офіційно проживало 126 іноземців з 27 країн, серед них 21 громадянин країн Євросоюзу.

## Сусідні муніципалітети
- Ліццано
- Маруджо
- Сава